# Quốc kỳ Singapore
Quốc kỳ Singapore (tiếng Mã Lai: Bendera Singapura; tiếng Anh: Flag of Singapore; tiếng Trung: 新加坡国旗) được thông qua lần đầu vào năm 1959, đương thời Singapore được tự quản trong Đế quốc Anh. Nó được tái xác nhận là quốc kỳ khi nước cộng hòa được độc lập vào ngày 9 tháng 8 năm 1965. Thiết kế là một cờ hai màu ngang với màu đỏ ở trên màu trắng, ở góc phía trên bên trái là một trăng lưỡi liềm trắng quay về 5 sao trắng năm cánh. Các yếu tố của quốc kỳ biểu thị một quốc gia trẻ đang lên, cùng các tư tưởng thế giới đại đồng và bình đẳng, và dân tộc. Các quy tắc được định ra từ Đạo luật Quốc huy và Quốc kỳ và Quốc ca Singapore chi phối việc sử dụng và trưng quốc kỳ. Chúng đã được nới lỏng nhằm cho phép các công dân treo quốc kỳ trên xe trong những dịp quốc lễ, và treo tại nhà vào bất kỳ thời gian nào trong năm.

## Lịch sử

Hiệu kỳ của Các khu định cư Eo biển từ 1874 đến 1942

Singapore nằm dưới quyền cai trị của Anh Quốc trong thế kỷ 19, được hợp nhất vào Các khu định cư Eo biển cùng với Malacca và Penang. Hiệu kỳ được sử dụng nhằm đại diện cho Các khu định cư Eo biển là một Lam thuyền kỳ Anh Quốc có ba vương miện vàng đại diện cho ba khu định cư. Khu định cư Singapore không có hiệu kỳ riêng, song được ban cho một huy hiệu có nét một con sư tử vào năm 1911. Trong giai đoạn Nhật Bản chiếm đóng Singapore, quốc kỳ Nhật Bản được quân dội sử dụng trên bộ, và được sử dụng trong các sự kiện công cộng. Ngay sau Chiến tranh thế giới thứ hai, Singapore trở thành một thuộc địa vương thất độc lập và thông qua hiệu kỳ riêng. Nó được sửa đổi từ hiệu kỳ Các khu định cư Eo biển bằng việc giảm số vương miện từ ba còn một.

Hiệu kỳ của Thuộc địa vương thất Singapore từ 1946 đến 1959

Singapore được tự quản trong Đế quốc Anh vào ngày 3 tháng 6 năm 1959. Sáu tháng sau, trong khi thiết lập Yang di-Pertuan Negara (nguyên thủ quốc gia) mới vào ngày 3 tháng 12 năm 1959, quốc kỳ được chính thức thông qua cùng với quốc huy và quốc ca Majulah Singapura. Phó thủ tướng đương thời là Đỗ Tiến Tài nói về việc thiết lập quốc kỳ trong một cuộc phỏng vấn vào năm 1989:
Mặc dù chỉ mới tự quản song chúng ta nhận thấy cần phải bắt đầu đoàn kết các chủng tộc như một dân tộc Singapore... Ngoại trừ quốc ca, chúng ta phải tạo ra quốc kỳ và quốc huy, chúng ta nhấn mạnh rằng đó là một quốc kỳ Singapore và cần phải được treo cạnh quốc kỳ Liên hiệp.

Thiết kế quốc kỳ được hoàn thành trong vòng hai tháng bởi một ủy ban do Đỗ Tiến Tài đứng đầu. Ban đầu, ông muốn nền của quốc kỳ hoàn toàn là màu đỏ, song Nội các quyết định chống lại điều này do màu đỏ được xem là một điểm tập hợp của chủ nghĩa cộng sản. Theo lời Lý Quang Diệu, dân cư người Hoa muốn có năm sao, và dân cư Hồi giáo muốn một trăng lưỡi liềm. Cả hai biểu tượng này được kết hợp để tạo nên quốc kỳ của Singapore.
Ngày 30 tháng 11 năm 1959, Sắc lệnh Quốc huy và Quốc kỳ và Quốc ca Singapore 1959 được thông qua nhằm quy định về việc sử dụng và trưng quốc huy và quốc kỳ và biểu diễn quốc ca. Khi trình bản kiến nghị lên Hội nghị lập pháp Singapore vào ngày 11 tháng 11 năm 1959, Bộ trưởng Văn hóa Sinnathamby Rajaratnam, nói rằng: "quốc kỳ, quốc huy và quốc ca tượng trưng cho hy vọng và lý tưởng của mỗi người dân... Việc sở hữu một quốc kỳ và quốc huy đối với mỗi người dân là tượng trưng cho sự tự trọng."
Trong tháng 9 năm 1962, nhân dân Singapore bỏ phiếu chấp thuận gia nhập Liên bang Malaysia. Quá trình chính thức được hoàn thành vào ngày 16 tháng 9 năm 1963, khi quốc kỳ Malaysia được Thủ tướng Lý Quang Diệu kéo lên tại Singapore Hiệu kỳ Singapore được tái xác nhận là quốc kỳ khi Singapore hoàn toàn độc lập từ Malaysia vào ngày 9 tháng 8 năm 1965.

## Thiết kế

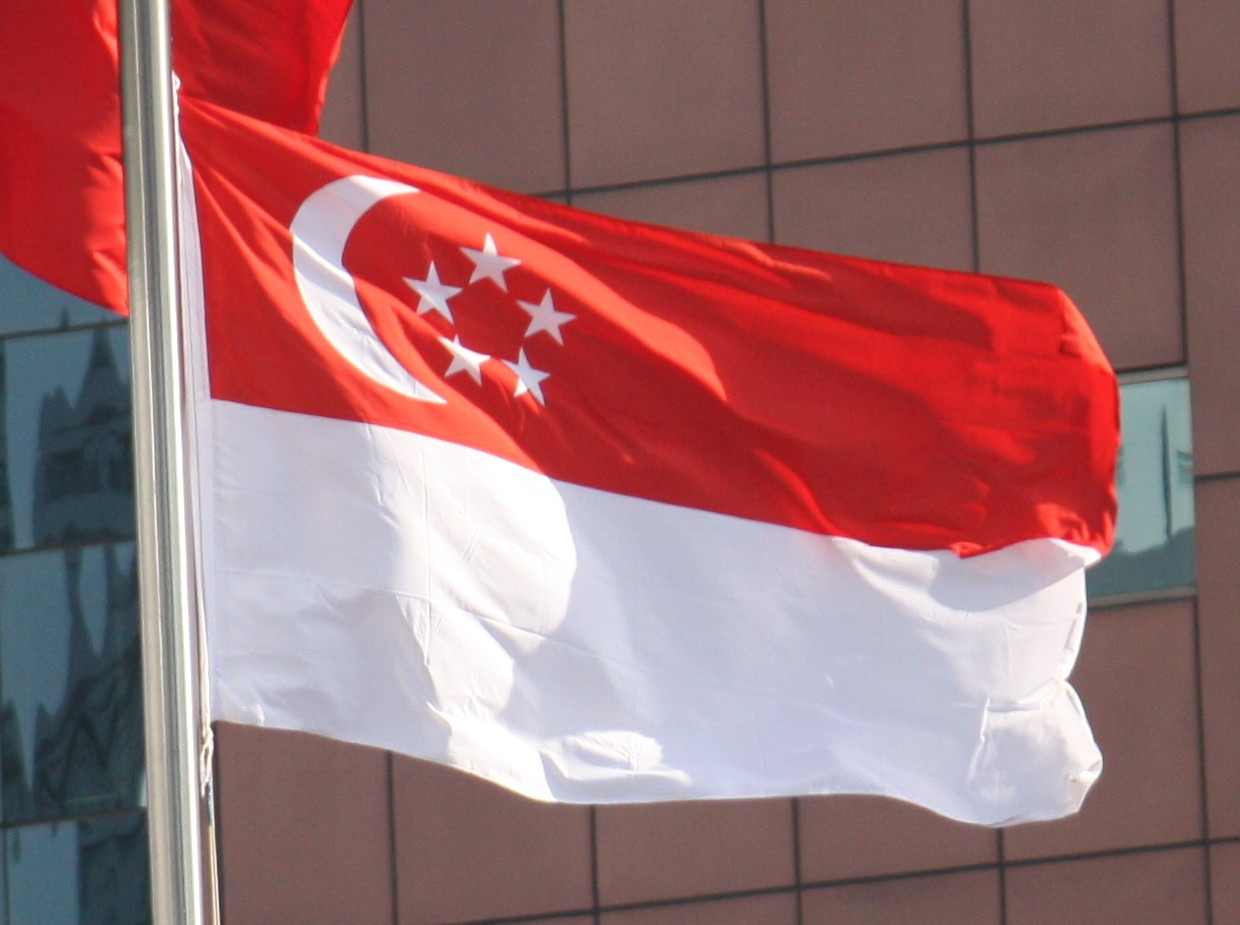
Quốc kỳ tung bay

Đạo luật Quốc huy và Quốc kỳ và Quốc ca Singapore định rõ cấu tạo và tính biểu tượng của các yếu tố trên quốc kỳ: màu đỏ tượng trưng cho "thế giới đại đồng và bình đẳng của con người", màu trắng tượng trưng cho "thuần khiết và mỹ đức phổ quát và vĩnh viễn". Trăng lưỡi liềm "tượng trưng cho một quốc gia trẻ đang lên". Năm sao tượng trưng cho "các lý tưởng quốc gia về dân chủ, hòa bình, tiến bộ, công chính, và bình đẳng". Trong nửa sau của thế kỷ 20, biểu tượng sao và trăng lưỡi liềm được công nhận là tượng trưng cho chủ nghĩa Hồi giáo, và các nhà hoạt động Hồi giáo tại Singapore nhìn nhận quốc kỳ Singapore theo bối cảnh này.
Tỷ lệ của quốc kỳ là chiều cao bằng 2/3 chiều dài. Đối với chế tạo quốc kỳ, Chính phủ Singapore định rằng nền đỏ sử dụng trên quốc kỳ sử dụng mã màu Pantone 032. Theo hướng dẫn do Bộ Thông tin, Truyền thông và Nghệ thuật ban hành, quốc kỳ có thể tái sản xuất trong bất kỳ kích cỡ nào và trưng trong bất kỳ thời gian nào, song cần phải tuân theo tỷ lệ và sắc độ được quy định. Bộ này khuyến nghị các kích thước 915×1.370 mm, 1.220×1.830 mm, và 1.830×2.740 mm. Vật liệu được khuyến nghị để chế tạo quốc kỳ là len bunting.

## Quy định và hướng dẫn

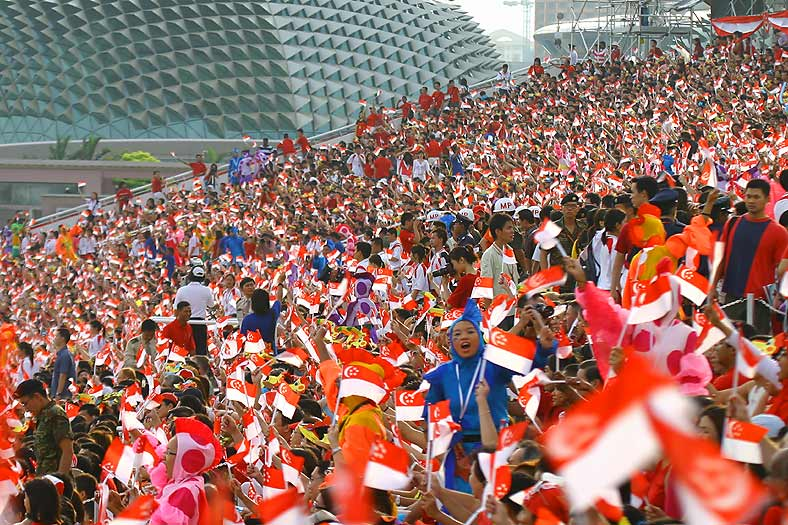
Khán giả vẫy quốc kỳ trong lễ kỉ niệm quốc khánh năm 2007.

Cho đến năm 2004, quốc kỳ chỉ được sử dụng trong hoặc trước các tòa nhà thuộc sở hữu của chính phủ, các bộ, các ban được quy định và các cơ sở giáo dục trên cơ sở quanh năm. Các cá nhân và tổ chức phi chính phủ chỉ có thể treo quốc kỳ trong tháng 8 để kỉ niệm ngày quốc khánh 9 tháng 8. Quốc kỳ có thể được trưng trên bất kỳ phương tiện ô tô (trừ xe tang), thuyền hay phi cơ,
Những hạn chế đối với cá nhân và tổ chức phi chính phủ được nới lỏng vào năm 2004 nhằm cho phép quốc kỳ được trưng quanh năm theo các điều kiện nhất định. Một tuyên bố của Bộ Thông tin và Nghệ thuật nói rằng "quốc kỳ, quốc ca và đầu sư tử Singapore... là những tượng trưng dễ thấy nhất của về chủ quyền, tự hào, và vinh dự của chúng ta" và đề nghị người Singapore sử dụng những tượng trưng "tập hợp" này để "đồng cảm với quốc gia".
Chính phủ Singapore ra lệnh rằng không cá nhân nào được phép đối xử thiếu tôn trọng với quốc kỳ, như cho quốc kỳ chạm đất. Quốc kỳ không được trưng bên dưới bất kỳ hiệu kỳ, huy hiệu hoặc đối tượng khác; dốc xuống chào bất kỳ cá nhân hay thứ gì; phải trưng ở trên cao và để bay tự nhiên.
Tại Singapore, quốc kỳ Singapore được ưu tiên hơn mọi quốc kỳ khác theo thông lệ quốc tế. Do vậy, khi trưng cùng các quốc kỳ khác, quốc kỳ Singapore cần phải ở vị trí vinh dự; tức là phải ở vị trí mà trên thực tế cao hơn mọi quốc kỳ khác, còn nếu trưng ở mức ngang nhau thì phải ở bên trái các quốc kỳ khác (theo hướng nhìn vào). Khi quốc kỳ Singapore được trưng khi diễu hành cùng các quốc kỳ khác, nó cần phải ở phía trước các quốc kỳ khác nếu trong một hàng duy nhất, hoặc ở bên phải của những người cầm cờ nếu đi cạnh nhau (nghĩa là khán giả thấy ở bên trái). Người cầm cờ cần phải giương cờ về phía vai phải của mình.
Khi trưng quốc kỳ trên bục diễn thuyết, nó cần phải ở trên mọi đồ trang trí và ở phía sau và trên bất kỳ cá nhân nào nói trên bục diễn thuyết. Nếu nó được treo trên cột tại bục diễn thuyết, nó cần phải ở bên phải của người diễn thuyết. Khi treo cờ, nó cần phải được treo vào tường thẳng đứng hoặc bề mặt thẳng đứng khác, mọi khán giả đối diện có thể nhìn thấy trăng lưỡi liềm và các sao.
Khi trưng quốc kỳ bên ngoài một tòa nhà, nó cần phải được trưng trên hoặc trước tòa nhà trên một cột cờ. Nếu treo quốc kỳ vào ban đêm, nó cần phải được chiếu sáng đúng cách. Trong một chuyến công cán, không trưng quốc kỳ trên bất kỳ phương tiện cơ giới nào ngoại trừ phương tiện chở tổng thống, thủ tướng hoặc bất kỳ bộ trưởng nào. Quốc kỳ không thể được trưng trên bất kỳ thuyền hoặc phi cơ tư nhân nào.
Không cá nhân nào có thể sử dụng hoặc áp dụng quốc kỳ hoặc bất kỳ hình ảnh nào của nó cho bất kỳ mục đích thương nghiệp hoặc một bộ phận của bất kỳ trang trí nội thất, trang hoàng, đồ phủ ngoài hoặc đồ đựng nào, trừ khi trong những trường hợp được chấp thuận do không có sự bất kính với quốc kỳ. Hơn nữa, không được sử dụng quốc kỳ làm bộ phận của bất kỳ thương hiệu nào, hoặc sản xuất hoặc trưng bất kỳ quốc kỳ mà thêm bất kỳ hình vẽ hoặc chữ nào. Quốc kỳ hoặc bất kỳ hình ảnh nào của nó cũng không được sử dụng hoặc áp dụng làm bộ phận của bất kỳ trang phục nào, trừ khi được chấp thuận.
Chính phủ có thể yêu cầu hạ quốc kỳ xuống nửa cột trong sự kiện tử vong của một yếu nhân hoặc để quốc tang. Không cá nhân nào được phép sử dụng quốc kỳ trong các tang lễ cá nhân bất kỳ. Tuy nhiên, quốc kỳ có thể phủ lên một quan tài trong tang lễ quân sự hoặc quốc gia. Không cá nhân nào có thể trưng bất kỳ quốc kỳ bị hư hỏng hoặc bẩn. Những quốc kỳ phai hoặc hư hỏng cần phải được gói lại trong một túi rác màu đen được bịt kín trước khi được xử lý và không nhìn thấy được trong thùng rác.

## Hiệu kỳ khác của Singapore
- Hiệu kỳ của Tổng thống Singapore
- Hồng thuyền kỳ được sử dụng trên các thuyền dân sự đăng ký tại Singapore
- Quân kỳ của Hải quân Singapore
- Thuyền kỳ hải dương quốc gia được sử dụng trên các thuyền phi quân sự của chính phủ, như lực lượng tuần duyên.

## Nghiên cứu thêm

### Bài viết
- Smith, Whitney (1966). A History of the Symbols of Singapore. Quyển 5. Winchester, Mass.: Flag Research Center. tr. 60–67. ISSN 0015-3370. {{Chú thích sách}}: Đã bỏ qua |journal= (trợ giúp).
- "No conflict, clear-cut symbol of unity". The Sunday Times. ngày 9 tháng 8 năm 1981. tr. 13.
- Aslaksen, Helmer (ngày 11 tháng 3 năm 2007). "The mathematics and astronomy of the Singapore flag". Department of Mathematics, National University of Singapore. Truy cập ngày 3 tháng 11 năm 2007.

### Sách
- Singapore Legislative Assembly (1959). State Arms and Flag and National Anthem of Singapore (Legislative Assembly (New Series) Misc. 2 of 1959). Singapore: Printed at the Government Printing Office.
- State Arms & Flag of Singapore. Singapore: Publicity Division, Ministry of Culture. 1977.
- Crampton, William (1992). The World of Flags: A Pictorial History . London: Studio Editions. tr. 88.
- The National Symbols Kit. Singapore: Prepared by Programmes Section, Bộ Thông tin, Truyền thông và Nghệ thuật. 1999. A kit on the key symbols of Singapore consisting of eight fact sheets, one booklet, one CD and one national flag.